# كريزتيان سيمون
كريزتيان سيمون (بالمجرية: Simon Krisztián) هو لاعب كرة قدم مجري، ولد في 10 يونيو 1991 في بودابست في المجر. شارك مع منتخب المجر تحت 19 سنة لكرة القدم ومنتخب المجر تحت 21 سنة لكرة القدم ومنتخب المجر لكرة القدم. أما مع النوادي، فقد لعب مع فاينورد وميونخ 1860 ونادي أويبست ووولفرهامبتون واندررز.

## وصلات خارجية
- كريزتيان سيمون على موقع الاتحاد الأوربي (الإنجليزية)
- كريزتيان سيمون على موقع اتحاد المجر (الهنغارية)
- كريزتيان سيمون على موقع قاعدة بيانات كرة القدم.إي يو (الإنجليزية)
- كريزتيان سيمون على موقع بيانات كرة القدم. دي إي (الألمانية)
- كريزتيان سيمون على موقع ناشيونال فوتبول تيمز (الإنجليزية)
- كريزتيان سيمون على موقع Soccerway.com (الإنجليزية)
- كريزتيان سيمون على موقع عالم كرة القدم.نت (الإنجليزية)

{{شريط تصفح تشكيلة فريق كرة قدم
|الاسم=
|اسم الفريق= نادي أويبست
|القائمة=
- 3 Fehér
- 4 Babós
- 5 Davit Kobouri [الإنجليزية]‏
- 6 Damian Rasak [الإنجليزية]‏
- 9 Fran Brodić [الإنجليزية]‏
- 10 ماتياش تتايتي [الإنجليزية]‏
- 11 Krisztofer Horváth [الإنجليزية]‏
- 14 بيريدزي
- 15 Mi. Mucsányi
- 17 Aljoša Matko [الإنجليزية]‏
- 18 Tom Lacoux [الإنجليزية]‏
- 21 Helmich
- 22 تاماس
- 23 Dávid Banai [الإنجليزية]‏
- 24 Tiago Gonçalves (footballer, born 2000) [الإنجليزية]‏
- 25 Nimród Baranyai [الإنجليزية]‏
- 26 Geiger
- 28 Radošević
- 30 نونيز
- 33 بيشه
- 34 Milan Tučić [الإنجليزية]‏
- 35 André Duarte [الإنجليزية]‏
- 37 Mező
- 39 Gleofilo Vlijter [الإنجليزية]‏
- 44 Bence Gergényi [الإنجليزية]‏
- 45 ميدييروس
- 47 Márk Mucsányi [الإنجليزية]‏
- 55 فيولا
- 57 Tóth
- 88 Matija Ljujić [الإنجليزية]‏ ()
- 93 بيسكيتيلي
- 96 Eckl
- 99 Juhász
- آدمي
- مدرب: Damir Krznar [الإنجليزية]‏